# Ogasawarana metamorpha
Ogasawarana metamorpha é uma espécie de gastrópode  da família Helicinidae.
É endémica de Japão.